# Mohammad Amir
Mohammad Amir (urdu: محمد عامر, født 13. april 1992) også kendt som  Mohammad Aamer,  er en pakistansk international cricketspiller, som i sin aktive karriere spillede for Pakistans cricketlandshold. Han blev suspenderet i august 2010 som følge af medvirken til matchfixing og fik efterfølgende et fem-års forbud fra alle former for konkurrencecricket, hvilket har medført et afbræk i karrieren. I december 2020 annoncerede han sit karrierestop.
Mohammad Amir er en left-arm fastbowler, som åbnede kastningen i alle former for cricket. Han fik sin first-class debut d. 6. november 2008 som 16-årig, og der gik knap nok et halvt år før han d. 7. juni 2009 fik sin internationale debut. Hans første internationale kamp var en Twenty20 International under verdensmesterskabet ICC World Twenty20 2009, hvor han var spillede alle kampe for Pakistan. Den unge Amir udviste stor talent og evne til at præstere under pres, især i finalen, hvor han åbnede kastningen med en wicket-maiden over, der satte tonen for resten af kampen og bragte Pakistan i førersædet. Det førte til, at Pakistan vandt verdensmesterskabet i Twenty20 cricket. Amir blev derpå belønnet med en debut i både One Day International og Test cricket i Sri Lanka i juli 2009.
Mange eksperter og tidligere cricketspillere var enige om, at han var en af de mest talentfulde fastbowlers i hele crickets historie. De begyndte hurtigt at sammenligne Mohammad Amir med en anden tidligere pakistansk fast bowler Wasim Akram, som blandt mange regnes for at være den bedste venstrehåndede fastbowler nogensinde. Og da Wasim Akram selv erklærede, at Mohammad Amir var bedre og mere talentfuld, end han selv var i den alder, fik den unge fastbowler endnu mere opmærksomhed.
Mohammad Amirs forbud fra alle former for konkurrencecricket ophørte 2. september 2015, og han har nu fået tilladelse til at spille igen. Det er dog stadig tvivlsomt, om han kan komme på landsholdet igen, eftersom nogle af spillerne på landsholdet angiveligt har udtrykt en modvillighed til at spille på hold med ham igen efter spot-fixing skandalen. Desuden er der tvivl, om hans form og kondition lever op til standarden efter at have været væk fra konkurrencecricket i fem år. Amir siger selv, at han fokuserer på at være klar til det næste verdensmesterskab i Twenty20 cricket, ICC World Twenty20 2016, hvilket kommer til at foregå i Indien i 2016.

## Tidligere år
Mohammad Amir blev født i 1992 i landsbyen Changa Bangyaal, som ligger i Gujar Khan, Punjab. Han var den yngste af de syv børn i familien. I en ung alder spillede han gadecricket, og ofte prøvede han at efterligne sit idol, Wasim Akram. Han sagde, "Wasim Akram er min favorit, han er mit idol. Da jeg så ham i fjernsynet, så jeg nøje efter, hvad han lavede med bolden. Så gik jeg udenfor og imiterede hans bowlingstil."
I 2003, som 11-årig, blev Amir opdaget ved en lokal turnering og derefter tilbudt at melde sig ind i sportsakademiet, som var etableret af Asif Bajwa i Rawalpindi. Efter han kom på landsholdet, flyttede han til Lahore med sin familie for at bo tættere på landets bedste cricketfaciliteter.

## Uddannelse
Amir var ung, da han flyttede til Rawalpindi for at spille cricket. I modsætning til sine brødre klarede Amir sig godt i skolen, og han var glad for at gå i skole. Hans mor gav ham derfor lov til at forfølge sin drøm og spille cricket.

## Klubkarriere
Mohammad Amirs talent for fast bowling blev først opdaget af den tidligere Pakistanske fast bowler Wasim Akram under en fast bowling lejr i 2007. I marts 2008 debuterede Amir for Rawalpindi Rams i List A cricket. Han fik sin debut i first-class cricket d. 6. november 2008 og tog i sin første sæson 56 gærder med et imponerende gennemsnit på 15,26 for National Bank of Pakistan. Desuden fik han sin Twenty20 debut d. 5. oktober 2008. Han nåede kun at spille fem Twenty20 kampe for Rawalpindi Rams, før han blev udtaget til landsholdet for at deltage i verdensmesterskabet ICC World Twenty20 2009.
Bowling statistik
| Format      | Mat | Inns | Runs | Wkts | BBI  | BBM   | Ave   | Econ | SR   | 4w | 5w | 10w |
| ----------- | --- | ---- | ---- | ---- | ---- | ----- | ----- | ---- | ---- | -- | -- | --- |
| First-class | 39  | 72   | 3634 | 158  | 7-61 | 10-97 | 23,00 | 3,03 | 45,4 | 5  | 8  | 1   |
| List A      | 43  | 43   | 1675 | 73   | 5-36 | 5-36  | 22,94 | 4,46 | 30,8 | 1  | 1  | 0   |
| Twenty20    | 64  | 64   | 1587 | 74   | 4-30 | 4-30  | 21,44 | 6,67 | 19,2 | 1  | 0  | 0   |

### U-19 cricket
Som 15-årig tog Amir med Pakistan's U-19 landshold til England og var en af holdets førende bowlere. Han tog 8 gærder med et gennemsnit på 16,37. I 2008 tog han 4 gærder to kampe i træk mod henholdsvis Sri Lanka og England. I denne trenationers turnering, som blev spillet i Sri Lanka, brillerede Amir endnu engang med sin fart og swing bowling og tog 9 gærder i tre kampe med et gennemsnit på 11,22. Hans bedste kasteresultater i turneringen var 4-29. Amir deltog også i ICC Under-19 Cricket World Cup 2008 i Malaysia, men blev skadet og nåede derfor kun at spille en enkelt kamp.
Bowling statistik
| Sæson                | Runs | Wkts | BBM  | Ave   | Econ | SR    | 4w | 5w |
| -------------------- | ---- | ---- | ---- | ----- | ---- | ----- | -- | -- |
| 2006-07 (Australien) | 212  | 10   | 4-63 | 21,20 | 4,65 | 27,30 | 1  | 0  |
| 2007 (England)       | 131  | 8    | 4-30 | 16,37 | 3,74 | 26,25 | 1  | 0  |
| 2007-08 (Malaysia)   | 12   | 3    | 3-12 | 4,00  | 1,71 | 14,00 | 0  | 0  |
| 2007-08 (Sri Lanka)  | 101  | 9    | 4-29 | 11,22 | 3,74 | 18,00 | 2  | 0  |

### Tilbagevenden til klubcricket
Amir begyndte at spille klubcricket igen d. 13. marts 2015. Han spillede for Omar Associates i Patron's Trophy turneringen, hvis klasse er et niveau under first-class cricket. Han tog 3 gærder i den første inning, og kastede med en god længde og fart. Han fik endda en mulighed for at få et hattrick i sin fjerde over. Amir spillede for sit gamle hold Rawalpindi Rams i Haier Super Eight T20 Cup, og d. 11. maj 2015 spillede han sin første Twenty20 kamp siden 6. juli 2010. Han tog et gærde på sin første bold og endte med 2 gærder for 15 runs på 2,1 overs. Det blev dog ikke det store comeback, idet han kun formåede at tage 5 gærder på 4 kampe, mens andre kastere tog dobbelt så mange i turneringen. I september 2015 blev der holdt endnu en Twenty20 turnering i Pakistan. I sin første kamp tog han 3 gærder for 23 runs, men det blev igen til en mislykket turnering for Amir, eftersom han endte med blot 5 gærder på 5 kampe.
Han spiller nu for Sui Southern Gas Corporation (SSGC) i Quaid-e-Azam Trophy, som er Pakistan's nationale turnering i first-class cricket. I kvalifikationsrunden tog han 34 gærder på blot 4 kampe med et gennemsnit på 9,79. I oktober 2015 spillede han sin første kamp i first-class cricket siden august 2010. Han tog sammenlagt 5 gærder for 71 runs i denne kamp. I de næste 3 kampe fik han 11 gærder med et gennemsnit på 15,18.

### Bangladesh Premier League 2015
Amir spillede for Chittagong Vikings i Bangladesh Premier League (BPL) 2015. Han startede med at kaste en maiden over og tog 4 gærder for 30 runs i sin første kamp, inklusiv gærdet af Misbah-ul-Haq, som er Pakistans nuværende anfører i Test cricket. Efter kampen fik han ros af Misbah, som sagde, at det var godt at se Amir kaste så godt, som han gjorde i den kamp. Amir endte som en af de bedste bowlere i turneringen. Han tog 14 gærder på 9 kampe med et gennemsnit på 12,64 og en økonomi på 5,56. Desuden tog han gærdet af Shahid Afridi, som er Pakistans anfører i Twenty20 International cricket. I et interview fortalte Wasim Akram, at han har fulgt med i BPL og har set Amir spille. Han sagde, "Amir fortjener en chance til. Man er nødt til at rose ham, fordi han spiller så godt. Hvad mere kan man forvente af ham?"

## Landsholdskarriere

### Twenty20 International karriere

#### ICC World Twenty20 2009
Amir fik sin debut i Twenty20 International cricket i ICC World Twenty20 2009 mod England. Han tog et gærde på sin anden bold og gav kun 1 run i sin første over. Han endte dog med kasteresultaterne 1-31 på 3 overs, og England vandt med 48 runs. I de næste fem kampe tog Amir fire gærder. Han imponerede seerne med sin fart og ved at tage gærder i de tidlige overs. Amir kastede den første over af finalen mellem Pakistan og Sri Lanka og tog gærdet af Tillakaratne Dilshan, som var turneringens topscorer, på sin femte bold. Dette er et af de største øjeblik hidtil i Amirs forholdsvis korte karriere. Pakistan vandt med 8 gærder og blev dermed kåret verdensmestre i Twenty20 International cricket.

#### ICC World Twenty20 2010
I Pakistans første kamp i turneringen tog Amir 2 gærder for 16 runs på 4 overs mod Bangladesh. I den næste kamp tog Amir tre gærder i en five-wicket maiden over – de to andre gærdespillere blev løbet ud. Dette satte rekorden for fem gærder for et hold i en over. Amir endte med otte gærder på seks kampe med et gennemsnit på 19,00 og en økonomi på 6,60. Pakistan tabte til Australien i semi-finalen, da Australien skulle have 192 runs på 20 overs for at vinde; Amir tog 3 gærder for 35 runs på 4 overs.

#### Asia Cup 2016
Pakistan spillede sin første kamp mod Indien. Amir fik kasteresultaterne 4-0-18-3, hvilket blev hans bedste kasteresultater i en T20I. Indiens batsman Virat Kohli, som blev kampens spiller, sagde, at Mohammad Amirs bowling i den kamp var noget af den mest udfordrende bowling, som han har spillet. Amir fik i alt 7 gærder på 4 kampe og var blandt de bedste kastere i turneringen.

### One Day International karriere
Amir spillede sin første ODI d. 30. juli 2009 mod Sri Lanka, hvor han tog 3 gærder for 45 runs og kastede med en økonomi på 4,50. Han lavede desuden 23 runs på 26 bolde ved gærdet, men det var ikke nok til at give Pakistan en sejr. Amir tog ni gærder på fem kampe med et gennemsnit på 20,33 og en økonomi på 4,23 og var således den anden mest succesfulde kaster i den series.

### Test karriere
Kort efter ICC World Twenty20 2009 fik Amir sin Test debut. Han tog 3 gærder for 74 runs i den første inning og 3 gærder for 38 runs i anden inning. Amirs gennembrud i Test cricket kom d. 29. december 2009 i en kamp mod Australien, da han blev den yngste fastbowler til at tage 5 gærder i en inning. Et halvt år senere spillede han igen mod Australien og tog 3 gærder for 20 runs, da Australien blev kastet ud for 88 runs i første inning. Han fortsatte med at tage gærder i anden inning og endte med 7 gærder for 106 runs, hvilket hidtil er hans bedste kasteresultater i en kamp. Amir fik mere og mere omtale af pressen og medierne; han blev den yngste til at tage fem gærder i en inning i en Test kamp spillet i England. Han blev 'Man of the Series' efter at have taget 19 gærder på 4 kampe, men den sidste kamp i denne series skulle vise sig at være hans sidste kamp i de næste fem år, eftersom han blev dømt for spot-fixing.

## Privatliv
I september 2014 blev Amir gift med Narjis Khan, som er britisk statsborger.

## Internationale 5-wicket hauls

### Test 5-wicket hauls
| # | Kasteresultater | Kamp nr. | Opponent   | By/Land               | Bane                     | Dato              |
| - | --------------- | -------- | ---------- | --------------------- | ------------------------ | ----------------- |
| 1 | 5/79            | 7        | Australien | Melbourne, Australien | Melbourne Cricket Ground | 29. december 2009 |
| 2 | 5/52            | 13       | England    | London, England       | The Oval                 | 21. august 2010   |
| 3 | 6/84            | 14       | England    | London, England       | Lord's Cricket Ground    | 26. august 2010   |

## Internationale belønninger

### Test cricket

#### Man of the Series
| # | Series                          | Sæson | Kamppræstation                    | Resultat                  |
| - | ------------------------------- | ----- | --------------------------------- | ------------------------- |
| 1 | Pakistan in England Test Series | 2010  | 133-30-349-19. 67 runs. (4 kampe) | England vandt serien 3-1. |

#### Man of the Match
| # | Series                                      | Sæson | Kamppræstation                                                                       | Resultat                     |
| - | ------------------------------------------- | ----- | ------------------------------------------------------------------------------------ | ---------------------------- |
| 1 | 2. Test - MCC Spirit of Cricket Test Series | 2010  | 1. Innings: 11-4-20-3; 0 (1 bold). 2. Innings: 27-6-86-4; 5* (11 bolde, 1×4).        | Pakistan vandt med 3 gærder. |
| 2 | 3. Test - Pakistan in England Test Series   | 2010  | 1. Innings: 15-4-49-1; 6 (20 bolde, 1×4). 2. Innings: 19-5-52-5; 4* (25 bolde, 1×4). | Pakistan vandt med 4 gærder. |

### One Day International Cricket

#### Man of the Match
| # | Opponent    | Bane                            | Dato             | Kamppræstation                        | Resultat                      |
| - | ----------- | ------------------------------- | ---------------- | ------------------------------------- | ----------------------------- |
| 1 | New Zealand | Sheikh Zayed Stadium, Abu Dhabi | 9. november 2009 | 8.3-0-41-2; 73* (81 bolde, 7×4, 3×6). | New Zealand vandt med 7 runs. |

### Twenty20 International Cricket

#### Man of the Match
| # | Opponent   | Bane                   | Dato         | Kamppræstation                      | Resultat                    |
| - | ---------- | ---------------------- | ------------ | ----------------------------------- | --------------------------- |
| 1 | Australien | Edgebaston, Birmingham | 6. juli 2010 | 21* (11 bolde, 1×4, 2×6); 4-0-27-3. | Pakistan vandt med 11 runs. |